# 795

## Události

#### Probíhající události
- 772–804: Saské války

## Narození
- římský císař Lothar I. Franský
- velkomoravský vládce Mojmír I.

## Úmrtí
- 25. prosince – Hadrián I., papež

## Hlava státu
- Papež – Hadrián I. (772–795) » Lev III. (795–816)
- Byzantská říše – Konstantin VI. (780–797)
- Franská říše – Karel I. Veliký (768–814)
- Anglie
  - Wessex – Beorhtric
  - Essex – Sigeric
  - Mercie – Offa (757–796)
  - Kent – Offa (785–796)
- První bulharská říše – Kardam